# نیو کرلتن (مریلند)
نیو کرلتن (به انگلیسی: New Carrollton) شهری در ایالت مریلند کشور ایالات متحده آمریکا است که جمعیت آن در سرشماری سال ۲۰۱۰ میلادی، ۱۲٬۱۳۵ نفر بوده‌است.